# Sándor Takács (Schachspieler)
Sándor Takács (* 10. Februar 1893 als Károly Sydlauer in Miskolc, Österreich-Ungarn; † 22. April 1932 in Budapest, Königreich Ungarn; gelegentlich bezeichnet als Alexander Takács) war ein ungarischer Schachspieler.
Takács, der aus wohlhabendem Hause stammte, studierte bis zum Ausbruch des Ersten Weltkrieges Orientalistik in Budapest, brach aber sein Studium infolge der Kriegsereignisse ab, an denen er sich als Soldat beteiligte. Im Krieg zog er sich zwei schwere Verletzungen zu, ein Lungenschuss „bildete den Auftakt zu einem langjährigen Siechtum, an dem er schließlich zugrunde ging.“
Nach Beendigung des Krieges widmete Takács sich gänzlich dem Schachspiel und wurde in den 1920er Jahren einer der führenden Spieler Ungarns. Er nahm an zahlreichen internationalen Turnieren in diesem Zeitraum teil und trug mehrere Erfolge davon: 1926 wurde er geteilter Dritter (mit Ernst Grünfeld und Hans Kmoch) beim ersten offiziell von der FIDE veranstalteten Turnier in Budapest, 1928 siegte er gemeinsam mit Ernst Grünfeld in Wien, um die Jahreswende 1928/29 gewann er zusammen mit Edgard Colle und Frank James Marshall das Traditionsturnier von Hastings. Erfolgreiche Teilnahmen hatte er zudem in den Turnieren von Meran 1924 (6. Platz), Kecskemét 1927 (5. Platz) und Rogaška Slatina 1929 (geteilter Dritter, wobei Takács ein Sieg über den Turniergewinner Akiba Rubinstein gelang). 1930 wurde er geteilter Zweiter in Antwerpen hinter Salo Flohr.
Im Jahr 1930 nahm er mit der ungarischen Nationalmannschaft an der Schacholympiade in Hamburg teil, bei der den Ungarn der Silbermedaillengewinn gelang. Takács erzielte 8,5 Punkte aus 14 Partien.
Seine beiden letzten Lebensjahre verbrachte Takács in den Niederlanden und Belgien, wo er an zahlreichen Schachveranstaltungen teilnahm. Er starb in Budapest an den Spätfolgen seiner Kriegsverletzungen.